# Iulian Ciocan

## Életrajza
Iulian Ciocan 1995-ben szerzett diplomát a brassói Transilvania Egyetem filológiai karán. Húsz éven át a Szabad Európa Rádió kommentátora volt, majd a kisinyovi „Vocea Basarabiei” rádióállomásnál dolgozott. 2024 óta dolgozik Moldova legnagyobb könyvesbolthálózatának rendezvény- és képzési részlegénél.
Tagja a Moldovai Írószövetségnek, a Román Írószövetségnek és a Moldovai Köztársaság PEN-klubjának. A Metamorfoze narative (Elbeszélői átváltozások, 1996) és az Incursiuni în proseza basarabeană (Kirándulások a besszarábiai prózába, 2004) című irodalomkritikai kötetek szerzője.
Első regénye 2007-ben jelent meg Înainte să moară Brejnev (Mielőtt Brezsnyev meghalt) címmel. Könyveit lefordították francia, cseh, olasz, angol, szerb, francia, olasz, szerb és holland nyelvre.

## Művei
- Înainte să moară Brejnev (Editura Polirom, 2007)
- Tărîmul lui Sașa Kozak (Editura Tracus Arte, 2011)
- Iar dimineața vor veni rușii (Editura Polirom, 2015)
- Dama de cupă (Editura Polirom, 2018)
- Clovnul (Editura Polirom, 2021)

### Magyarul megjelent
- És reggel jönnek az oroszok (Iar dimineața vor veni rușii) – Athenaeum, Budapest, 2024 · ISBN 9789635433308 · Fordította: Koszta Gabriella

## Fordítás
- Ez a szócikk részben vagy egészben  az   Iulian Ciocan című német Wikipédia-szócikk fordításán alapul.  Az eredeti cikk szerkesztőit annak laptörténete sorolja fel. Ez a jelzés csupán a megfogalmazás eredetét és a szerzői jogokat jelzi, nem szolgál a cikkben szereplő információk forrásmegjelöléseként.